# Wolfgang Ambros
Wolfgang Ambros (* 19. března 1952, Wolfsgraben, Rakousko) je rakouský skladatel a poprockový zpěvák. Je považován za zakladatele austropopu.
Svou kariéru započal v roce 1971 písní Da Hofa skladatele Joesi Prokopetze. Skladba se ihned po svém uvedení stala hitem a udržela se osm týdnů na prvním místě rakouské hitparády.

## Diskografie

### Studiová alba
- 1972 Alles andere zählt net mehr
- 1973 Eigenheiten
- 1975 Es Lebe der Zentralfriedhof
- 1976 19 Class a Numbers
- 1977 Hoffnungslos
- 1978 Wie im Schlaf (Lieder von Bob Dylan - Gesungen von W. Ambros)
- 1979 Nie und Nimmer
- 1980 Weiß wie Schnee
- 1981 Selbstbewusst
- 1982 A Mensch möcht i bleibn
- 1983 Der letzte Tanz 44
- 1984 Der Sinn des Lebens
- 1985 No. 13
- 1987 Gewitter
- 1989 Mann und Frau
- 1990 Stille Glut
- 1992 Äquator
- 1994 Wasserfall
- 1996 Verwahrlost aber frei
- 1999 Voom Voom Vanilla Camera
- 2000 Nach mir die Sintflut - Ambros Singt Waits
- 2003 Namenlos
- 2005 Der alte Sünder - Ambros Singt Moser
- 2006 Steh Grod
- 2007 Die 2te - Ambros Singt Moser
- 2009 Ultimativ symphonisch
- 2012 190352

### Live alba
- 1979: Live ...auf ana langen finstern Strassn (2 LP)
- 1983: Ambros + Fendrich Open Air
- 1986: Selected Live (2 CD)
- 1987: Gala Concert
- 1991: Watzmann Live (2 CD)
- 1997: Verwahrlost Aber Live
- 2002: Hoffnungslos Selbstbewusst
- 2007: Ambros Pur! (Koncert s G. Dzikowskim) (DVD)
- 2008: Ambros Pur! II (Koncert s G. Dzikowskim (DVD)
- 2008: Live am Donauinselfest (Koncert z roku 2006)

### Singly
- 1971: Da Hofa
- 1972: Kagran
- 1973: Tagwache
- 1973: I drah zua
- 1974: A Mensch mecht i bleib'n
- 1974: Zwickt's mi
- 1975: Gö da schaust
- 1976: Baba und foi ned
- 1976: Hoit da is a Spoit
- 1976: Schifoan
- 1977: Die Blume aus dem Gemeindebau
- 1979: Nie und nimmer
- 1981: Frage der Zeit
- 1983: Sei ned bled
- 1983: Für immer jung (s Andre Hellerem)
- 1984: S Naserl'
- 1985: Kumm ma mit kane Ausreden mehr'
- 1985: Geplante Zukunft' (Live)
- 1985: Warum?' (Austria für Afrika)
- 1986: Langsam wachs ma zamm'
- 1986: Mamma'
- 1987: Du und i (s Friedrichem Guldou)
- 1987: Gewitter
- 1987: V.I.P.
- 1987: I bins ned
- 1988: Rukuruku Bay
- 1989: Idealgewicht
- 1989: Erste große Liebe
- 1991: Abwärts und bergauf
- 1992: Die Gailtalerin
- 1992: Der Himmel soll noch warten
- 1992: Ich bin bei dir
- 1992: Bleib bei mir
- 1992: Richtung Süden
- 1993: Das Duell
- 1994: I denk an di
- 1994: Alt und Jung
- 1995: Der bessere gewinnt!
- 1996: Verwahrlost aber frei
- 1997: Open House
- 1999: Herz aus Gold
- 1999: Ich lieb Dich überhaupt nicht mehr
- 2001: Weihnachten wie immer
- 2007: Mei Naserl/Die Reblaus